# 小蘇霍迪爾
48°21′58″N 39°50′30″E / 48.36611°N 39.84167°E
小蘇霍迪爾（烏克蘭語：Малий Суходіл）是位於烏克蘭東部的村莊，由盧甘斯克州多夫然斯克區的索羅基內市鎮負責管轄。該村始建於1957年，面積3平方公里，海拔高度108米，2001年人口337，人口密度每平方公里112.3人。